# Antonius Jacobus de Krom
Antonius Jacobus de Krom (Breda, 16 mei 1914 - 20 januari 1993) was een Nederlands policitus van de Katholieke Volkspartij.
Hij werd geboren als zoon van Theodorus de Krom (1874-1942; aannemer) en Catharina Maria Tack (1885-1967). Na een half jaar werkzaam te zijn geweest bij de gemeentesecretarie van Ginneken en Bavel was hij vier jaar volontair bij de gemeente Hoeven. Hij ging in 1936 als ambtenaar ter secretarie werken bij de gemeente Schoonhoven waar hij drie jaar later promoveerde tot adjunct-commies. In november 1946 werd De Krom de burgemeester van Hoeven. Hem werd in oktober 1966 ontslag verleend vanwege gezondheidsredenen. Mogelijk had het ontslag echter te maken met grondspeculaties. Daarna ging hij in Spanje wonen, maar later keerde hij weer terug naar Nederland. Begin 1993 overleed De Krom op 78-jarige leeftijd.